# Kungshol

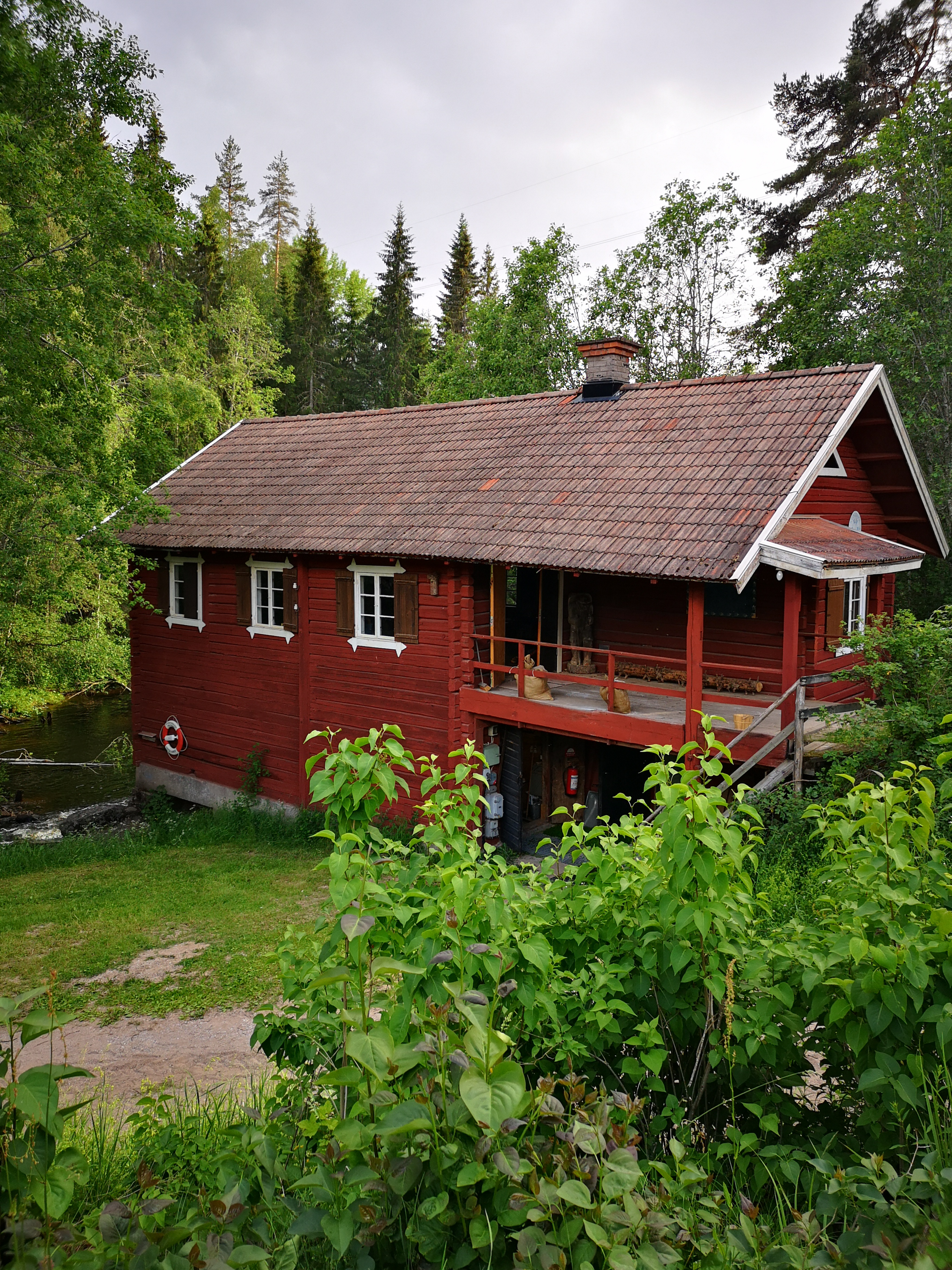
Här är en bild på kvarnen som ligger på anläggningen. Kvarnen används i kurs- och lägerverksamheten.

Kungshol är idag en kurs- och lägergård som ligger strax norr om Rättvik i Dalarna. Anläggningen är uppbyggd kring en gammal vattenkvarn, byggd 1837, med lägerängar, härbren och andra hus för inomhusboende, hygien, kök, matsal, kurslokaler med mera.
Kungshol är en av Nykterhetsrörelsens Scoutförbunds tre anläggningar och drivs och administreras helt ideellt för scoutförbundet av "Kungsholsstiftelsen". Det finns ingen egen personal, utan skötsel och drift görs också helt ideellt.
Namnet Kungshol kommer från en gammal sägen som säger att det finns en kung begravd i den kulle, hol, som finns på anläggningen. Forskning har dock visat att så inte verkar vara fallet, utan att holen är ett naturfenomen. Både kvarnen och holen är sedan 1967, av Riksantikvarieämbetet, registrerade som fornlämningar. 
2018, efter 14 års arbete, invigdes Enåns naturreservat som gränsar till Kungshols marker. Siljansleden, en av STF:s signaturleder, går över anläggningen. Anläggningen ligger i närheten av Springkällan.

## Kurser på Kungshol

### Blåbo
Blåbokurser var en av IOGT:s scoutförbunds ledarutbildningar och redan på sommaren 1949 genomfördes en kurs på sommaren 1949. Man samlade 75 flick och pojkscoutledare från hela landet. 

### Solvargsveckan
Solvargsveckan är en patrulledarkurs för  åldersgruppen 12–16 år som bedrivs i lägerform. Den första kursen hölls 1982 på Kungshol och alla kurserna efter det har också genomförts på Kungshol. Sen 2010 genomförs kursen med Scouterna som huvudman.  

### Gilwellkurs
Sommaren 1950 genomförde IOGT:s scoutförbunds första Gilwellkurs på Kungshol. Under de följande 50 åren genomfördes många Gilwellkurser i IOGT:s scoutförbunds och Nykterhetsrörelsens Scoutförbunds regi på Kungshol. 

## Historia
Det finns källor som upptecknar Kungshols Qvarn redan på 1600-talet och då med två skvaltkvarnar tillhörande två bönder i Altsarbyn. Den kvarnbyggnad som finns i dag, byggdes år 1837. Man började mala året efter och verksamheten var sedan igång i 110 år, fram till 1947. Två år senare, 1949 fick IOGT:s scoutförbund nyttjanderätt till anläggningen och 1959  fick scouterna ta emot Kungshols kvarn som en gåva.
Ett flertal olika industrier har anlagts på området norr om kvarnen, såsom ett färgeri, en yllefabrik och en vadmalsstamp. Dessa var aktiva under första halvan av 1900-talet.